# Élections constituantes cambodgiennes de 1993
Les élections constituantes cambodgiennes de 1993 sont l'aboutissement de la mission de paix gérée depuis 1991 par l'autorité provisoire des Nations unies au Cambodge.
Les élections suivantes ont eu lieu en 1998.

## Résultats
Conformément aux accords de Paris du 23 octobre 1991, l'Autorité provisoire des Nations unies au Cambodge avait dans ses missions « l'organisation et la tenue d'élections libres et régulières ».
La loi électorale est rédigée par un comité restreint d’experts des Nations unies, pas forcément au fait des réalités cambodgiennes. Ainsi le mode de scrutin choisi, à savoir proportionnel plurinominal par district, s’il a l’avantage de permettre une représentation des principales formations, comporte l’inconvénient de ne pas dégager de majorité forte, spécialement dans des pays comme le Cambodge qui n’ont pas de réelle tradition démocratique.
Au total, ce seront 20 formations qui se présenteront devant les urnes. Les plus importantes sont le Parti populaire cambodgien (PPC) de Hun Sen, Premier Ministre de l'État du Cambodge, le Front uni national pour un Cambodge indépendant, neutre, pacifique et coopératif (FUNCINPEC) dirigé par le Prince Norodom Ranariddh (fils du Chef de l'État, le Prince Norodom Sihanouk) et le Parti démocrate libéral bouddhiste (PDLB) conduit par un ancien Premier Ministre du Cambodge, M. Son Sann. Le Parti du Kampuchéa démocratique (PKD), vitrine pseudo-légale khmère rouge a choisi de son côté de boycotter ses élections.
Le scrutin s'est finalement déroulé du 23 au 25 mai 1993 mais uniquement dans les zones qui n'étaient pas contrôlées par le PKD. Malgré les menaces proférées par les dirigeants khmers rouges qui avaient juré de tout mettre en œuvre pour perturber le déroulement, près de 90 % des inscrits choisirent parmi les 3 200 candidats présentés par les partis en lice,.
Si le FUNCINPEC obtient le plus de voix et de siège, les résultats restent serrés. Le PPC obtient la majorité des voix dont 11 provinces et le FUNCINPEC dans 10. En nombre de sièges, chacun des deux partis obtient la première place dans 9 provinces et sont à égalité dans 3 autres. Toutefois, si le FUNCINPEC domine 5 des 6 provinces les plus peuplées, il obtient des résultats honorables dans l’ensemble du pays, profitant de la référence à Norodom Sihanouk et au royaume du Cambodge, considéré comme un âge d’or par la plupart des Cambodgiens. Le PPC de son côté, subit une usure du pouvoir après 14 ans à la tête du pays. Les partis qui se réclamaient proches du modèle américain (le parti démocrate libéral – 1,56 % - et le PLDB – 3,81 %) essuyèrent un échec cuisant, le second nommé ayant en outre du mal à se démarquer du FUNCINPEC avec qui il partagea les destinées de la « résistance anticommuniste » au régime de la république populaire du Kampuchéa pendant plus de 10 ans.
Certains élus du PPC, déçus par ce résultat, tentèrent de créer une république dissidente composée des provinces de la frontière est du pays où ils étaient majoritaires. Cette tentative n'ayant pas abouti, les titulaires qui y ont participé durent céder leur siège aux suivants de la liste du même parti.
Néanmoins, aucune formation politique n’ayant obtenu la majorité absolue, Norodom Sihanouk, intervient pour créer une coalition gouvernementale. Après plusieurs tentatives, il parvient à un accord, en juin, qui débouche sur la création d’un gouvernement d’union nationale, dont le pouvoir est partagé entre les partisans du prince Norodom Ranariddh, vainqueurs des élections et ceux de Hun Sen qui contrôlaient toujours l’appareil d’état.
L'Assemblée constituante a tenu sa séance inaugurale le 14 juin 1993. Elle consacre le retour au pouvoir de Norodom Sihanouk comme roi du Cambodge, couronné le 24 septembre. Après la ratification de la nouvelle Constitution, le monarque nomme premier Premier ministre le prince Norodom Ranariddh et Hun Sen devient le second Premier ministre, respectant ainsi le compromis consenti en juin.
À noter que c'est la première fois, depuis l’indépendance cambodgienne, que le parti alors au pouvoir (en l'occurrence ici le Parti populaire cambodgien) ne sort pas vainqueur d’une élection.
| Parti                                                          | Voix      | %     | Sièges |
| -------------------------------------------------------------- | --------- | ----- | ------ |
| FUNCINPEC                                                      | 1 703 212 | 45,47 | 58     |
| Parti populaire cambodgien (PPC)                               | 1 454 647 | 38,23 | 51     |
| Parti libéral démocratique bouddhiste (PLDB)                   | 139 966   | 3,81  | 10     |
| Parti démocrate libéral                                        | 57 538    | 1,56  | -      |
| Mouvement pour la libération nationale du Kampuchéa (MOLINAKA) | 50 474    | 1,37  | 1      |
| Parti des Khmers neutres                                       | 45 681    | 1,20  | -      |
| Parti républicain de coalition                                 | 39 047    | 1,04  | -      |
| Parti du Cambodge libre, indépendant et démocratique           | 35 301    | 0,93  | -      |
| Parti républicain libéral                                      | 29 977    | 0,78  | -      |
| Parti libéral de réconciliation                                | 28 368    | 0,74  | -      |
| Parti républicain de coalition                                 | 26 071    | 0,69  | -      |
| Parti Cambodge Renaissance                                     | 25 945    | 0,69  | -      |
| Parti républicain de coalition                                 | 24 710    | 0,64  | -      |
| Parti du Cambodge neutre et démocratique                       | 22 995    | 0,61  | -      |
| Parti paysan libéral démocratique khmer                        | 19 775    | 0,52  | -      |
| Parti républicain de développement                             | 19 233    | 0,51  | -      |
| Rassemblement pour la solidarité nationale                     | 13 681    | 0,36  | -      |
| Parti d'action pour la démocratie et le développement          | 12 852    | 0,35  | -      |
| Parti pour la république démocratique khmère                   | 10 629    | 0,29  | -      |
| Parti nationaliste                                             | 7 310     | 0,20  | -      |